# Abdi İpekçi Arena
El Abdi İpekçi Arena fue un pabellón multiusos ubicado en Estambul, Turquía. Estaba situado en el distrito europeo de Zeytinburnu, frente a las Murallas de Constantinopla, y permaneció abierto desde 1989 hasta 2018. Originalmente tenía capacidad para 12.500 espectadores.

## Historia
El estadio fue diseñado en 1979 y las obras no concluyeron hasta una década después, siendo inaugurado el 3 de junio de 1989 con un partido de exhibición de los Harlem Wizards. Debe su nombre al periodista turco Abdi İpekçi.
Durante veinte años fue el estadio cubierto más grande de Estambul. Su principal uso era para partidos de baloncesto a nivel continental de la selección turca y de los cuatro equipos de la ciudad —Anadolu Efes, Fenerbahçe, Galatasaray y Beşiktaş—, llegando a albergar la Final Four de la Liga Europea de la FIBA 1991-92. También acogió el Festival de la Canción de Eurovisión 2004 y varios conciertos de música.
La instalación quedó obsoleta tras la inauguración del Ataköy Spor Salonu en 2010, aunque siguió siendo utilizada por el Anadolu Efes y por el Galatasaray. Al término de la temporada 2016/17 se decretó su cierre definitivo. En enero de 2018 fue demolido y en su lugar se construirá un centro de entrenamiento para la selección turca.

## Eventos destacados
Desde su inauguración ha acogido múltiples eventos deportivos y no deportivos, entre los cuales están:
- Final Four de la Copa de Europa de Baloncesto de 1992 European Championship Final Four[3]
- Final de la Recopa de Europa de Baloncesto de 1995.[4]
- Gira de 1997 del grupo de pop Spice Girls bajo el nombre de Girl Power! Live in Istanbul.
- Fase final del Campeonato Europeo de Baloncesto Masculino de 2001
- Festival de la Canción de Eurovisión 2004
- Campeonato Europeo de Voleibol Masculino de 2009
- Campeonato Mundial de Baloncesto de 2010